# Țaricina, Sofia
Țaricina (în bulgară Царичина) este un sat în comuna Kostinbrod, regiunea Sofia,  Bulgaria. 

## Demografie
Componența etnică a satului Țaricina
     Bulgari (100%)
     Nicio identificare (0%)
     Altele (0%)
La recensământul din 2011, populația satului Țaricina era de 48 locuitori. Din punct de vedere etnic, toți locuitorii erau bulgari.